# Séjour des Beatles en Inde

Le séjour des Beatles en Inde se déroule de février à avril 1968, à Rishikesh, une ville située dans le nord du sous-continent, au pied de la chaîne de l’Himalaya et au bord du Gange. Ils s’y rendent avec leurs épouses et amis afin de recevoir l’enseignement du Maharishi Mahesh Yogi, concepteur de la méditation transcendantale. Ce voyage survient six mois après leur initiation à cette pratique, en août 1967, au cours d’un stage de quelques jours à Bangor au pays de Galles.
Cet épisode a servi de cadre à l’écriture de la quasi-totalité des chansons de l’« Album blanc » des Beatles, paru en novembre 1968, et à d’autres présentes sur Abbey Road et Let It Be, comme sur certains albums en solo publiés après la séparation du groupe.

## Contexte

### Rencontre avec le Maharishi

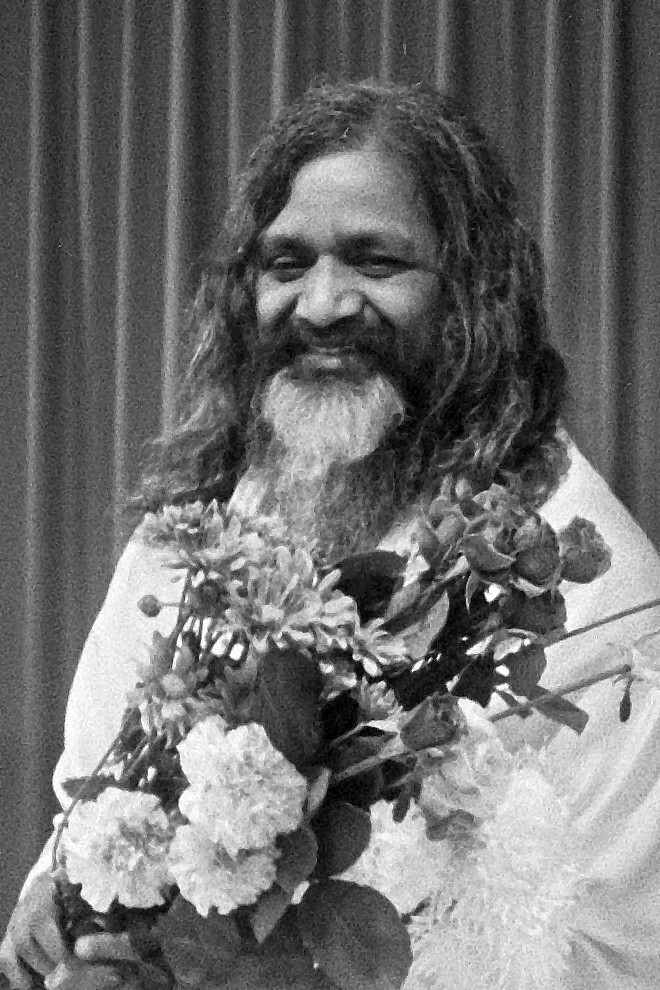
Maharishi Mahesh Yogi en 1967.

Pattie Boyd, épouse de George Harrison, emmène le groupe à une conférence du Maharishi Mahesh Yogi à Londres le 24 août 1967, au London Hilton sur Park Lane. Ils se disent que c’est ce dont ils ont besoin. Intéressés, les Beatles décident de suivre un cours de professeur de Méditation transcendantale prévue en Inde en octobre de la même année. Ils ne pourront cependant s’y rendre en raison de leurs divers engagements notamment concernant le film Magical Mystery Tour. Ils rencontrent à de nombreuses reprises le Maharishi avant de pouvoir partir réellement. Avant de s’envoler pour l’Inde, les Beatles enregistrent plusieurs chansons, dont Across the Universe, qui comprend le refrain Jai Guru Deva Om (une expression utilisée par le Maharishi pour rendre hommage à son maître).

### Départ pour Rishikesh
George Harrison, sa femme Pattie Boyd et Jenny, la sœur de Pattie, sont les premiers à partir. John Lennon et sa femme Cynthia arrivent en Inde à New Delhi le 16 février 1968 et prennent le taxi pour Rishikesh. Paul McCartney, sa fiancée Jane Asher, ainsi que Ringo Starr et sa femme Maureen arrivent quatre jours plus tard, le 19 février. Le groupe est arrivé trois semaines après le début du cours dont la fin est prévue pour le 25 avril. Ils sont accompagnés par un petit nombre de reporters qui n’ont pas accès au camp,. Alexis Mardas (en), un proche des Beatles surnommé « Magic Alex », arrive quatre semaines plus tard. L’assistant des Beatles Mal Evans ainsi que Peter Brown et Neil Aspinall sont présents de temps à autre,.
Sont également du voyage : Mia Farrow (qui vient de divorcer de Frank Sinatra), sa sœur cadette Prudence et son frère John. Donovan, « Gypsy Dave » Mills, Mike Love des Beach Boys, le flûtiste Paul Horn, le journaliste Lewis H. Lapham, le cinéaste Paul Saltzman, Nancy Cooke de Herrera, l’acteur Jerry Stovin, ainsi que d’autres participants, tous européens ou américains, qui constituent un groupe de quatre-vingts personnes en tout,.

## Déroulement

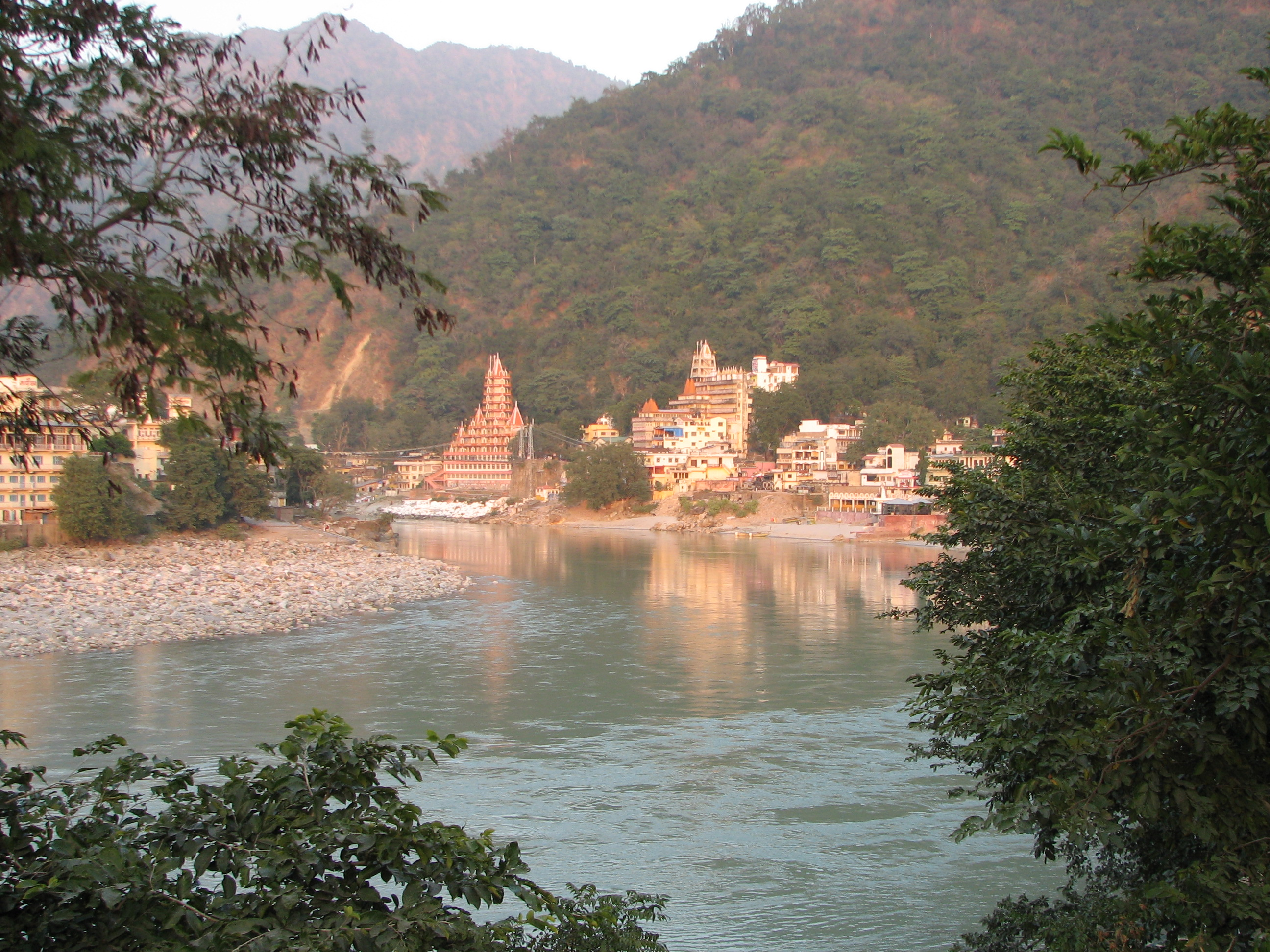
Ashrams au bord du Gange à Rishikesh.

Le lieu se trouve au pied de l’Himalaya : Shankaracharya Âshram International Academy of Meditation à Muni Ki Reti, une petite ville au nord de Rishikesh, siège de nombreux âshrams. Tandis que les âshrams sont traditionnellement « primitifs », celui du Maharishi Mahesh Yogi est décrit comme « luxueux » mais également comme « mal fichu »,. Pour tenir les médias à distance, l’âshram est entourée de barbelés et les portes sont fermées et gardées,,.
La routine de l’âshram était détendue. Après le dîner, les musiciens ont l’habitude de jouer de leurs guitares et sitars. Donovan enseigne à Lennon la technique du picking, qu’il transmettra à son tour à George Harrison. Cette technique sera utilisée dans Dear Prudence et Julia. Les journées sont consacrés à méditer et à assister à des conférences avec le Maharishi, qui parle assis sur une estrade ornée de nombreuses fleurs. L’environnement tranquille ainsi que les séances de méditation et de relaxation répondent à l'attente des membres du groupe. Certains témoins, tel que Nancy Cooke de Herrera, trouvent que Lennon semble se porter mieux depuis son arrivée.
Mais rapidement, John et Paul reprennent leurs habitudes de compositeurs, se retrouvant « clandestinement, les après-midi, dans nos chambres » pour travailler sur de nouvelles chansons. « Indépendamment de ce que j’étais censé faire ici », se rappellera John Lennon, « j’y ai écrit quelques-unes de mes meilleures chansons ». Parmi celles-ci, il y aura Dear Prudence : Prudence Farrow, sœur de Mia, pratique la méditation de façon très zélée ; elle reste en permanence cloîtrée dans son bungalow et se retrouvera pour cette raison immortalisée dans la chanson. « Prudence était devenue un peu dingue, elle était restée enfermée trois semaines dans sa chambre pour méditer et rencontrer Dieu plus vite que les autres... Car il y avait une compétition dans le camp du Maharishi ; c’était à qui deviendrait cosmique le premier », raconte John Lennon. Plus tard, Prudence Farrow a démenti être devenue folle, expliquant qu'elle était simplement « plus fanatique que les autres sur la méditation ».
Un des photographes qui a pris la photo du groupe rassemblé était Paul Saltzman (en), un réalisateur de film canadien qui s’est rendu à l’âshram après avoir terminé un film ailleurs en Inde. Pendant son séjour, il prend quelques instantanés qu’il rassemble plus tard dans le livre The Beatles in India. Cette photo a été surnommée l’« une des photographies les plus légendaires de l'histoire du rock’n’roll ». Saltzman raconte aussi son aventure dans son documentaire Meeting the Beatles in India.

### Expériences des Beatles

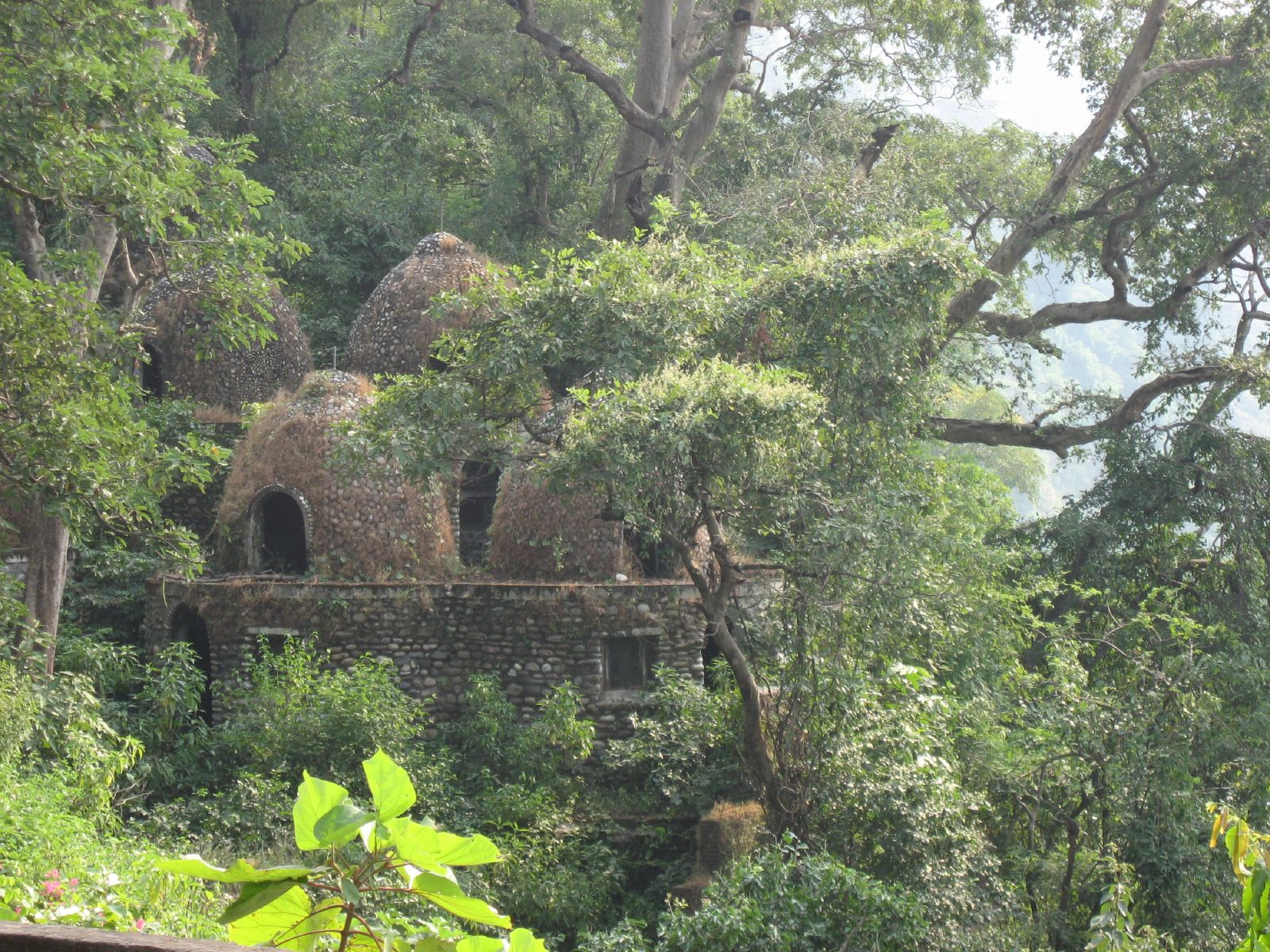
Les cellules de méditation à l’académie de méditation de Maharishi à Muni Ki Reti, devenue un lieu d'attraction éco-touristique géré par l'état de l'Uttarakhand en 2015.

Chacun des Beatles apprécie le séjour différemment. Ringo Starr compare l’âshram aux camps de vacances de son enfance, et ne peut pas supporter la cuisine locale. Lui et sa femme Maureen, qui n’avaient pas prévu de venir, ne font qu’une visite d’une dizaine de jours. Leur fils alors âgé de six mois leur manque, et ils rentrent autour du 1er mars.
Paul McCartney décrit son séjour en Inde à David Lynch : « C'était super, très franc, très simple, il n'y avait rien de spécial dans cet endroit. Vous vous leviez, alliez prendre votre petit-déjeuner, parliez un peu avec les autres membres du groupe. On revenait ensuite pour la méditation du matin. On avait des petits chalets, des sortes de petites chambres, petites mais suffisantes. On s'asseyait pour méditer, puis venait le temps du déjeuner, et l'on parlait et discutait. On méditait à nouveau dans l'après-midi. On rencontrait parfois Maharishi à l'occasion d'une réunion, vous lui parliez de vos expériences de méditation et il vous guidait. Le soir il y avait une session de “questions-réponses”. C'est le genre de choses qui se passaient tous les jours. [...] Quand on ne méditait pas, nous avions nos guitares avec nous. On a pas mal composé et écrit, c'était très inspirant ». Le 26 mars 1968, Paul et Jane quittent à leur tour l'Inde pour retourner à Londres, après un peu plus d'un mois de méditation. Il a besoin de retourner à Londres pour s'occuper de Apple Corps et Jane a des obligations théâtrales.
George Harrison déclara avoir « tout l'argent dont on pourrait jamais rêver, toute la renommée que l'on pourrait jamais souhaiter » mais que cela ne procurait pas la « paix intérieure » qu'il pensait trouver à cet endroit.
Cynthia Lennon déclare dans The Times : « John, toujours passionné au sujet d'une nouvelle cause, était évangélique dans son enthousiasme pour le Maharishi, parlant de partager ce message avec le monde. J'étais un peu plus sceptique, mais j'ai apprécié la méditation, et j'étais heureuse d'aller en Inde. J'espérais aussi, que ce moment hors des projecteurs serait bon pour John et moi ». Au commencement ils partagent un lit double, mais après la première semaine John demande des chambres séparées et commence à ignorer Cynthia. Il reçoit les lettres quotidiennes de Yoko Ono. Une de ces notes indique : « regarde vers le haut le ciel et quand tu vois un nuage, pense à moi ».
Quant aux autres : Neil Aspinall, le road manager puis l'assistant personnel du groupe, qui deviendra le patron d'Apple, s’occupe de négocier un accord au sujet d’un film concernant Maharishi et incluant les Beatles. Aspinall est étonné de constater que le Maharishi a un comptable et qu’il est un fin négociateur.
Un autre différend concerne le souhait du Maharishi de voir les Beatles lui payer 10 à 25 pour cent de leurs gains, cependant il ne les fait pas payer pour leur séjour à l'ashram ou pour les dépenses encourues (d'autres étudiants payent 400 $ pour la session complète de trois mois),.

### Rumeur d'avances sexuelles

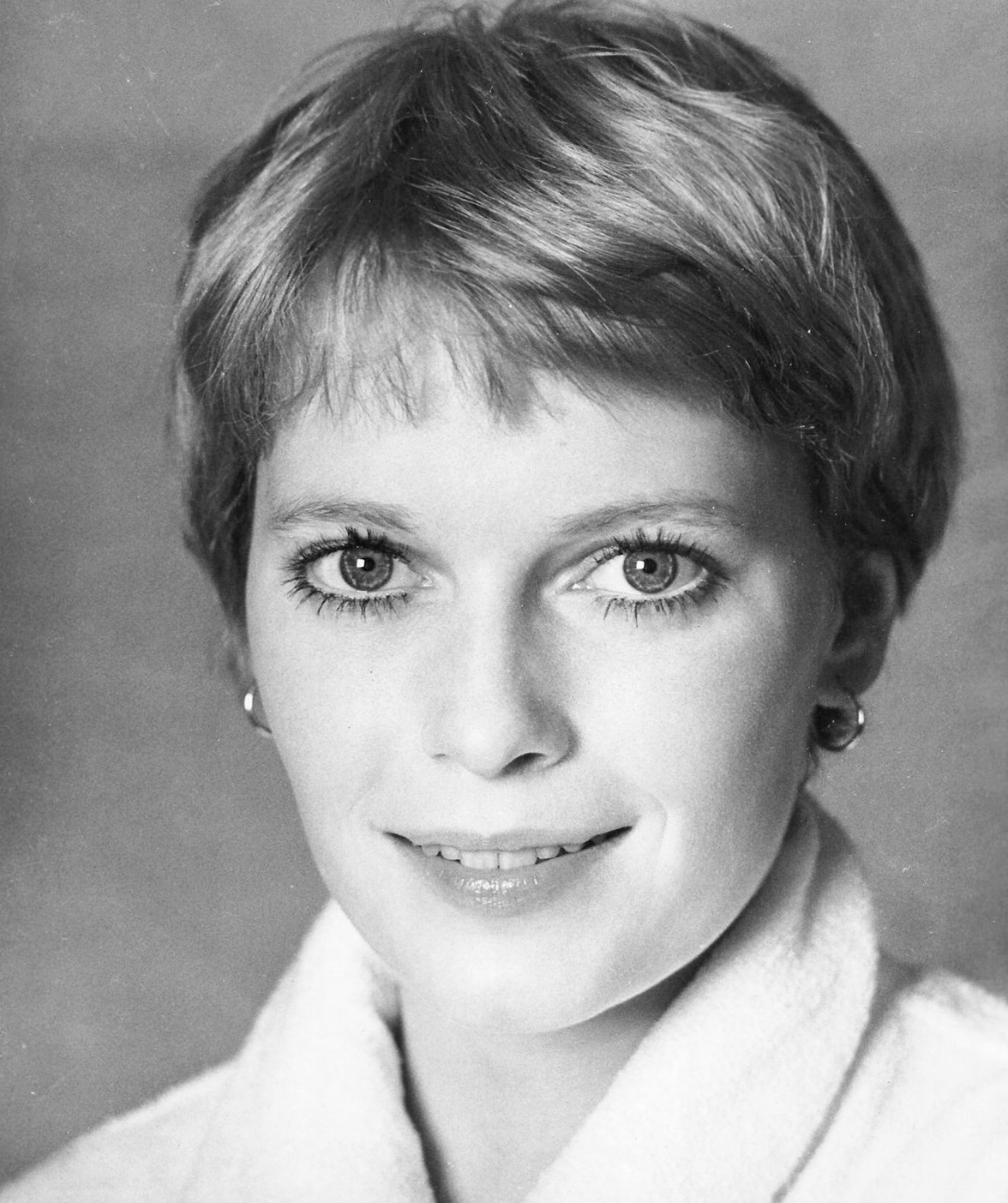
Mia Farrow, 1969.

L'événement qui allait briser la routine du séjour et laisser une marque négative sur la « période indienne » est la rumeur d'avances sexuelles du Maharishi à Mia Farrow, rumeurs qui furent d'ailleurs démenties par l'actrice elle-même dans sa propre autobiographie :

« Nous nous sommes installés en position du lotus pour méditer. Après une vingtaine de minutes, nous nous sommes retrouvés sur nos pieds, toujours face à face, et comme je suis habituellement un peu désorientée après la méditation, j’ai cligné des yeux quand, tout à coup, j’ai pris conscience de deux bras masculins et velus autour de moi. J’ai paniqué, et j’ai grimpé les escaliers en m’excusant tout le long du chemin.
Une fois dehors, j'ai couru aussi vite que j'ai pu jusqu'à la chambre de Prudence où, bien entendu, elle était en train de méditer. J'ai bredouillé quelque chose au sujet de la cellule du Maharishi, de ses bras et de sa barbe, et elle m'a répondu : " C'est un honneur d'être touché par un saint homme après la méditation, une tradition. "
De toute manière, dans l'état d'esprit où je me trouvais, même si Jésus-Christ en personne m'avait serrée dans ses bras, je l'aurais mal interprété. »

Bien que Cynthia Lennon n'ait pas cru à cette accusation, cet événement, provoquant la colère de John Lennon, fut effectivement le déclencheur du départ des deux derniers Beatles présents à Rishikesh (John Lennon et George Harrison) ainsi que l'origine de la chanson Sexy Sadie.

### Retour en Angleterre
John Lennon pense alors avoir « percé le bluff » du Maharishi, que le "Maître" a eu des faiblesses coupables. Lennon, Harrison, et Mardas passent toute la nuit à discuter à propos de cette rumeur et décident de partir le lendemain matin. Ils préparent leurs bagages à la hâte. Il raconte : « On a prétendu que Maharishi avait essayé de se faire Mia Farrow et quelques autres filles. On a discuté toute la nuit pour tenter de savoir si c'était vrai ou pas et George a commencé à penser que c'était possible. Alors, si George doutait du Maître, il devait y avoir quelque chose là-dessous. On est allés voir le Maharishi. Toute la bande a déboulé dans sa cabane, un très luxueux bungalow dans la montagne. Comme d'habitude quand il s'agissait de sale boulot, il a fallu que je sois le meneur. Quel que soit le problème, c'était moi qui prenais la parole quand il fallait y aller. J'ai dit : « On s'en va ! Mais si vous êtes tellement cosmique, vous devez connaitre la raison ! ». Comme ses assistants nous laissaient tout le temps entendre qu'il faisait des miracles, j'ai dit : « Vous savez pourquoi ! » Il m'a jeté un regard qui voulait dire : « Salaud, je te tuerai ! », un regard… Au moment où il m'a regardé comme ça, j'ai su que j'avais percé son bluff. J'ai été un peu dur avec lui. J'attends toujours trop des gens. J'ai attendu ma mère et elle n'est pas venue, c'est pour ça ». Le 12 avril 1968, Lennon et Harrison partent brutalement.
George Harrison raconte la suite : « On a pris une des voitures qui étaient montées jusque-là […] pour retourner à Delhi. On a conduit des heures, John chantait une chanson qu'il venait de commencer : « Maharishi, what have you done? You made a fool of everyone / Maharishi, qu'as-tu fait ? Tu t'es moqué de tout le monde », « Tu ne peux pas dire ça, c'est ridicule », ai-je répondu. J'ai alors trouvé le titre Sexy Sadie et John a utilisé ce nom à la place de Maharishi ». Les Harrison, qui ne désiraient pas retourner en Angleterre immédiatement, restèrent à New Delhi encore quelque temps. Cynthia et John Lennon, quant à eux, prirent le premier vol pour Londres, au cours duquel un John passablement éméché révéla à sa femme ses nombreuses infidélités (leur mariage devait prendre fin peu après).
Le départ des Beatles et leur rupture avec Maharishi furent largement médiatisés, et Lennon annonça à la presse : « Nous avons fait une erreur. Qu'y a-t-il de plus simple ? »

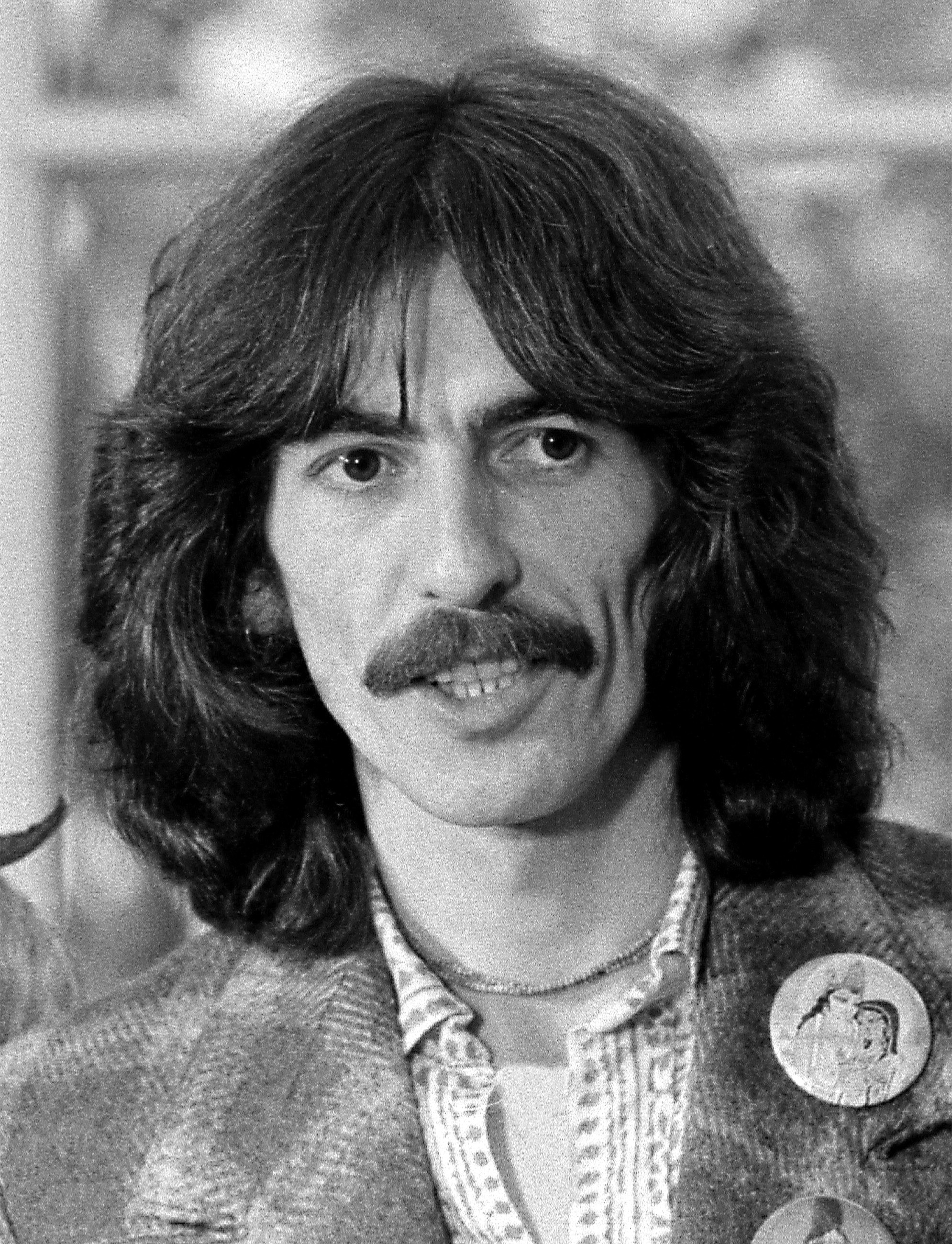
George Harrison, 1974

Toutefois, dans les années 1990, George Harrison déclare à ce sujet : « Quelqu'un a commencé à faire circuler des rumeurs au sujet de Maharishi, des bruits que les médias, ont repris pendant des années. Toutes ces conneries étaient pure invention. Les livres d’histoire racontent probablement que Maharishi a essayé d’attaquer Mia Farrow, c'est bidon, complètement bidon. La situation s’est compliquée, John voulait partir de toute manière. Cela l'a obligé à se mettre dans l'état d'esprit suivant : OK, maintenant on a une bonne raison de s'en aller. Historiquement on prétend aujourd’hui qu’il est arrivé là-bas quelque chose qui n’aurait pas dû se produire, mais c’est faux ». En septembre 1991, George Harrison ressent même le besoin d'aller s'excuser auprès de Maharishi aux Pays-Bas et confie ensuite à un ami que ceci l'a libéré d'un énorme « poids karmique » car il ne voulait plus mentir.
Paul McCartney, dans sa biographie, explique également qu'il ne croit pas à ces allégations : « C'est Magic Alex – Alexis Mardas, alors directeur d'une division d'Apple Corps pour les Beatles – qui est à l'origine des accusations, et je pense que c'est totalement faux ». Selon Donovan, Lennon se serait excusé auprès de Maharishi plus tard.

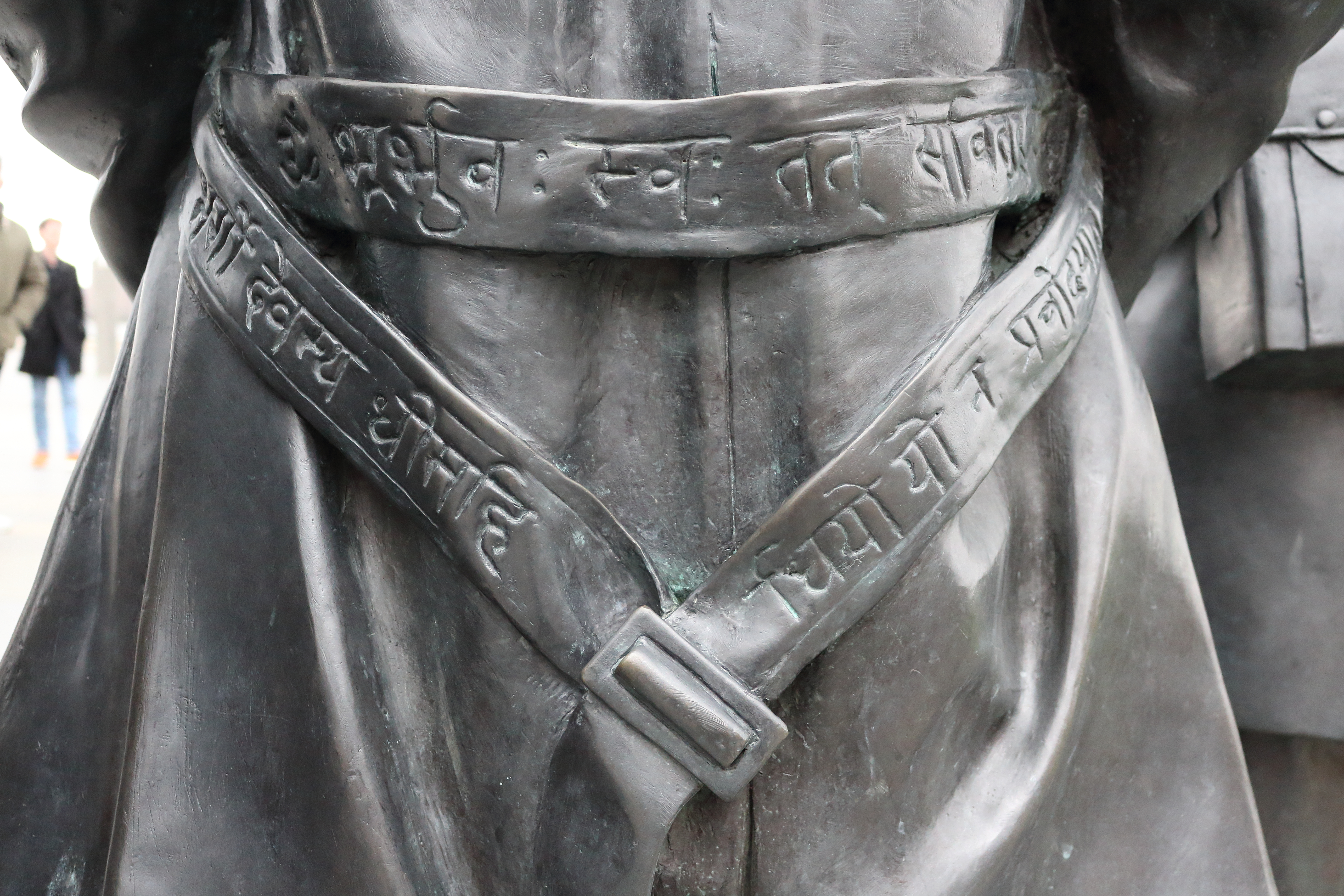
Chacun des Beatles de la statue à Pier Head a un « talisman » représentant un aspect de sa vie. Sur l'arrière de la ceinture de George est écrit le Gayatri mantra en sanscrit.

Selon le futur assistant de Maharishi, Deepak Chopra, qui n'était pas encore présent lors de ces événements, les Beatles et leur entourage « prenaient des drogues et du LSD à l'ashram de Maharishi, et ce dernier a fini par se fâcher. Il leur a demandé de partir, et ils l'ont fait dans un accès de colère, ». D'après Cynthia Lennon, les Beatles auraient également violé la règle qui voulait que l'on ne consomme pas d'alcool dans l'ashram mais Mardas, qui selon Cynthia ne méditait pas vraiment, en importait clandestinement d'un village voisin. Elle écrit aussi en 2006 qu'elle « avait détesté être partie sur une note de discorde et de méfiance, alors que le Maharishi nous avait traités avec tant de bonté ». Un article paru en 2008 dans le Washington Post rapporte que « d'autres personnes ont raconté que les Beatles s'étaient remis à prendre des drogues à l'ashram ».
Prudence Farrow, la sœur de Mia, termina le cours de trois mois et devint professeur de méditation transcendantale en même temps que quarante autres étudiants. Mike Love des Beach Boys devint également professeur et voyagea avec Maharishi au Cachemire plus tard dans l'année.
Paul McCartney déclarera à la mort de Maharishi, en 2008 : « Je suis profondément attristé par sa disparition, et tous mes souvenirs de lui sont joyeux. C'était un grand homme, qui a travaillé sans relâche pour le bien du monde… Je n'oublierai jamais la dédicace qu'il a écrite dans un livre qu'il m'avait donné, qui dit : “Fais rayonner le bonheur et la conscience", ce qui, pour moi, veut tout dire. Il me manquera mais je penserai toujours à lui avec un sourire. » Et Ringo Starr dira de lui : « L'un des hommes sages que j'ai rencontrés dans ma vie a été le Maharishi. J'ai toujours été impressionné par sa joie, et je crois vraiment qu'il sait où il va. »
C'est à l'occasion de ce voyage en Inde que les Beatles voyagèrent ensemble à l'étranger pour la dernière fois.

## Production pendant le séjour

The Beatles, l'« Album blanc ».

Selon certaines sources, leur séjour à l’âshram passe pour être la période la plus productive de la carrière des Beatles. Lennon déclare plus tard : « Les chansons s’exprimaient d’elles-mêmes. En termes de création, c’était géant, ça coulait tout seul ! ». Lennon et McCartney passent tous deux beaucoup plus de temps à composer plutôt qu’à méditer. En plus des nombreuses chansons composées par les Beatles, Donovan écrit plusieurs chansons de son côté, parmi lesquelles Hurdy Gurdy Man.
À leur retour en Angleterre, les Beatles passent les premiers jours de mai dans la maison de campagne de George Harrison à Esher dans le Surrey pour enregistrer 23 démos qui constitueront la base de l’« Album blanc », mais fourniront également du matériel pour les albums Abbey Road et Let It Be, ainsi que les albums solo qu’ils publieront après leur séparation. Entre 40 et 48 chansons auraient été composées durant cette période.
Voici la liste probable des chansons écrites par le groupe durant leur séjour au ashram. Elles seront incluses sur l'« Album blanc » sauf indication contraire:
Les chansons suivantes sont de John Lennon :
1. Cry Baby Cry ;
2. Child of Nature, retravaillée pour son album Imagine sous le titre Jealous Guy ;
3. The Continuing Story of Bungalow Bill ;
4. Dear Prudence ;
5. Everybody's Got Something to Hide Except Me and My Monkey ;
6. I'm So Tired ;
7. Julia ;
8. Mean Mr. Mustard, parue sur Abbey Road ;
9. Polythene Pam, parue sur Abbey Road ;
10. Revolution, parue aussi en single ;
11. Sexy Sadie ;
12. What's the New Mary Jane, inédite ;
13. Yer Blues.

Les chansons suivantes sont de Paul McCartney :
1. Back in the U.S.S.R. ;
2. Blackbird ;
3. Honey Pie ;
4. I Will ;
5. Junk, parue sur son album McCartney ;
6. Mother Nature's Son ;
7. Ob-La-Di, Ob-La-Da ;
8. Rocky Raccoon ;
9. Why Don't We Do It in the Road?.

Les chansons suivantes sont de George Harrison :
1. Circles, parue sur son album Gone Troppo ;
2. Sour Milk Sea (en), donnée à Jackie Lomax ;
3. Not Guilty, parue sur son album éponyme ;
4. Piggies ;
5. While My Guitar Gently Weeps.

## Points de vue de divers observateurs de l'époque

### Deepak Chopra
Selon certains témoins de l'époque comme Deepak Chopra, qui n'était pas présent lors de ces événements, mais qui, élève de Maharishi, était devenu un ami de George Harrison, c'est ce séjour des Beatles en Inde qui serait responsable de la promotion de la méditation et des spiritualités indiennes en Occident.

### Yoko Ono

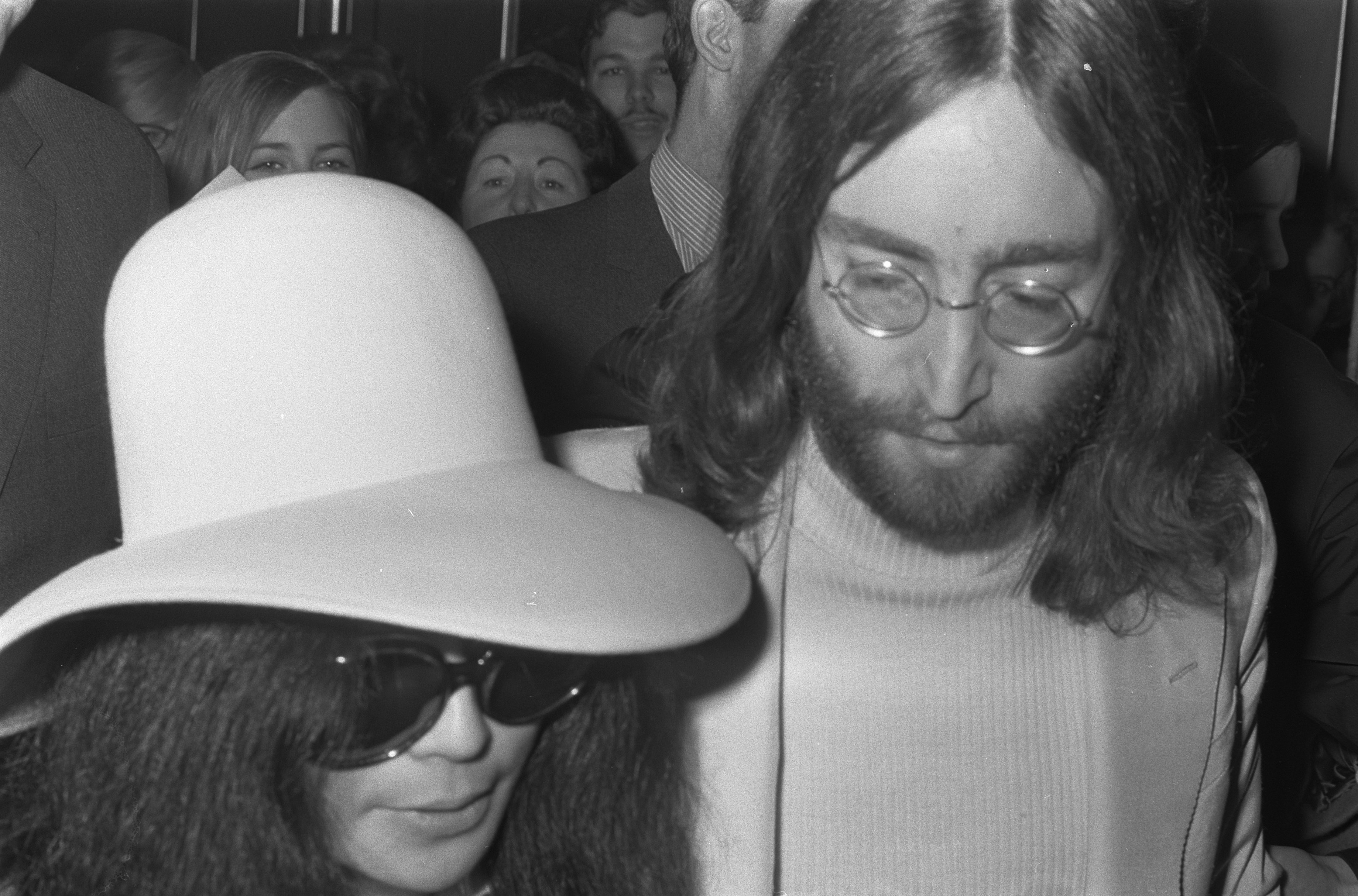
John Lennon & Yoko Ono

En 2008, Yoko Ono déclare au magazine RollingStone à l'occasion de la mort de Maharishi : Si John Lennon était vivant aujourd'hui, il se serait probablement réconcilié avec l'homme qu'il accusait de "se moquer de tout le monde" ("you made a fool of everyone" dans la chanson Sexy Sadie). John aurait été le premier, s'il avait été là, à reconnaître ce que Maharishi a fait pour le monde et à l'apprécier.

## «L'Ashram des Beatles»

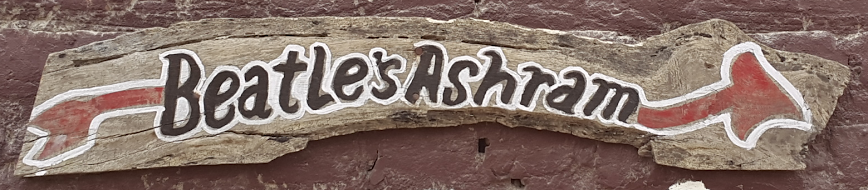

En 1968, lorsque les Beatles se rendent à l'Ashram de Maharishi pour approfondir leur expérience de la méditation transcendantale, ils n'imaginent pas que ce « temple de la spiritualité » attirerait plus tard des vagues de fans des Beatles ou simples touristes voulant voir « l'Ashram des Beatles », qui était dirigé par un condisciple de Maharishi, Brahamachari Satyanand et même des années après que l'organisation de Maharishi Mahesh Yogi n'utilise plus ces locaux dans la fin des années 1990,!

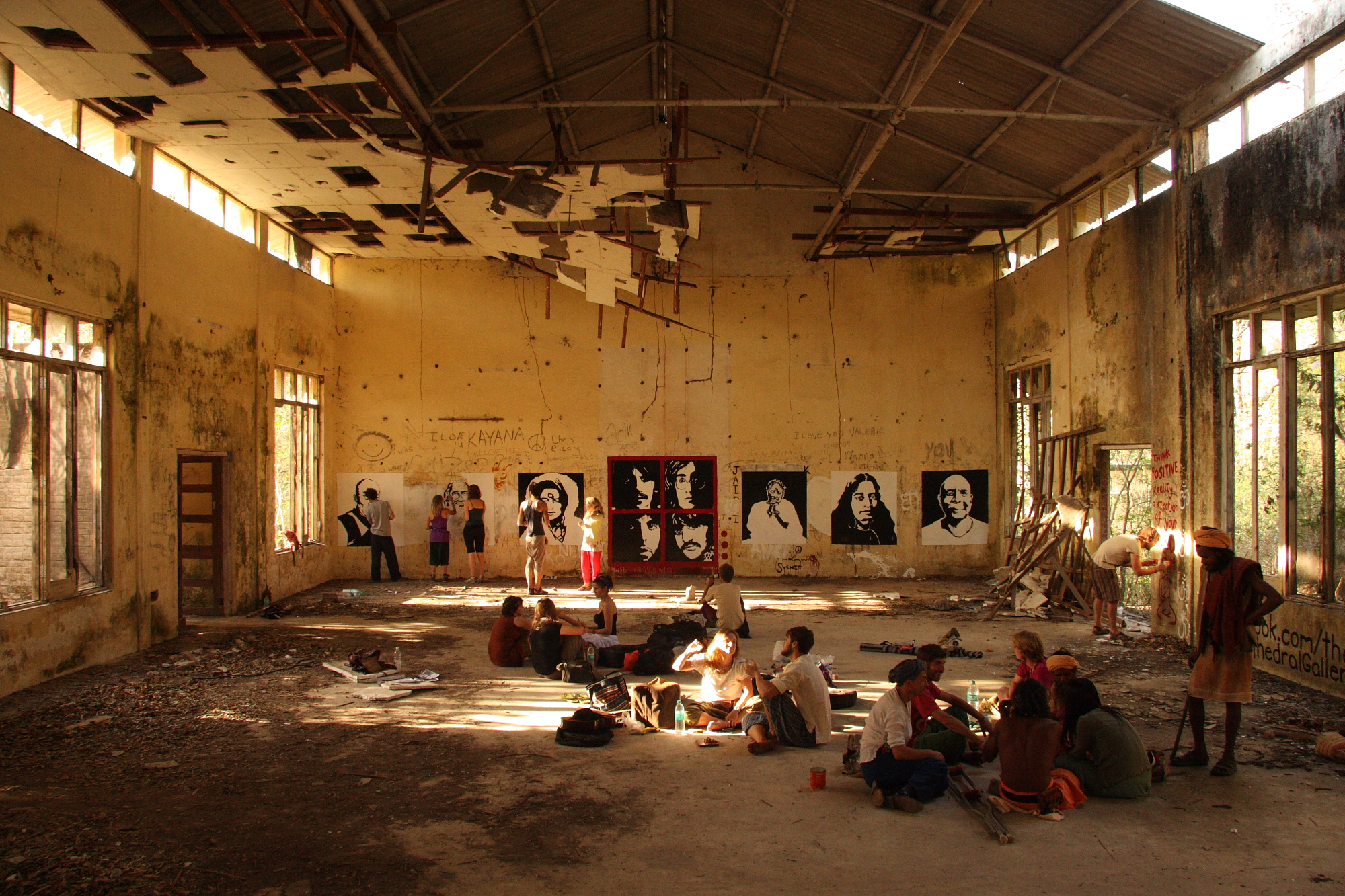
En 2012, de jeunes artistes peignent illégalement les portraits de 10 maîtres spirituels avec Pan Trinity Das.

En avril 2012, un jeune canadien Pan Trinity Das, ouvre une page sur Facebook qu'il intitule « The Beatles Ashram » et peint dix portraits de maîtres spirituels sur les murs de l'ancienne salle de conférence de l'ashram pour tenter de redonner vie à ce lieu ; pendant deux semaines, il est accompagné d'autres jeunes artistes et musiciens venus du Danemark de France et des États-Unis et d’une cinquantaine de volontaires pour les aider à la métamorphose du lieu qu'ils rebaptisent « The Beatles Cathedral Gallery Film »,,. Cette initiative augmente encore le flux de visiteurs, attire l'attention des médias et conduit finalement le gouvernement de l'Uttarakhand à nettoyer le site et le rouvrir, le 8 décembre 2015. Lors de la cérémonie d'inauguration, le Ministre de la forêt, M. Agrawal, déclare : « Ceci est le trésor de notre État et son ouverture est une étape importante pour nous (...) Notre objectif est de veiller à ce que les visiteurs ne se contentent pas uniquement de la connexion avec les Beatles, mais aussi pour apprendre la magie de la nature, la méditation et le yoga ». Un prix d'entrée a été fixé à 150 roupies pour les indiens et 600 pour les étrangers.

## À l'Aéroport John-Lennon de Liverpool
L'Aéroport John-Lennon de Liverpool depuis 2005, a prêté ses murs dans la salle d'embarquement au-dessus des boutiques pour une exposition permanente de certaines photographies des Beatles prises au cours de ce séjour en Inde par Paul Saltzman. On y trouve également cette citation de George Harrison : 
"Nous sommes les Beatles après tout non ? Nous avons tout l'argent dont on peut rêver. Nous avons toute la gloire que l'on peut espérer. Mais ce n'est pas l'amour. Ce n'est pas la santé. Ce n'est pas la paix intérieure. N'est-ce pas ? (Like we're The Beatles after all aren't we? We have all the money you could ever dream of. We have all the fame you could ever wish for. But it isn't love. It isn't health. It isn't peace inside. Is it? - George Harrison)"
,.

## Filmographie
- (en) Parting Ways : Beatles (DVD), USA, World Wide Ent., 2010 (ASIN B003M9ZAAQ)